# Jan Satorie (1894–1985)
Jan Satorie (1. června 1894 Podmoky – 6. dubna 1985 Praha) byl československý voják, legionář, generál a velitel pěchotní střelecké školy, posléze přednosta Vojenské kanceláře prezidenta republiky. 

## Mládí
Narodil se 1. června 1894 v Podmokách nedaleko Čáslavi v rolnické rodině Josefu a Anně, rozené Kaňkové. V letech 1909 až 1913 vystudoval státní učitelský ústav v Praze, kde 15. července 1913 složil maturitní zkoušku.
Od září 1913 byl zaměstnán jako výpomocný učitel na veřejné chlapecké škole v Praze - Bubenči, kde působil až do svého odvodu do války.

## 1. světová válka

### Rakouská armáda
Do rakouské armády byl odveden 2. října 1914. Dne 8. listopadu byl zařazen jako jednoroční dobrovolník k čáslavskému c. a k. zeměbraneckému pluku č. 12. Následně byl se svým plukem v hodnosti kadeta aspiranta odeslán na ruskou frontu, kde 6. června 1915 padl do zajetí.

### Československé legie v Rusku
Do československých legií se přihlásil již 3. února 1916. V květnu 1916 byl odeslán do důstojnické školy v Borispolu a po jejím ukončení byl zařazen k 8. čs. střeleckému pluku. Postupně prošel funkcemi velitele plukovní úderné roty, velitele půl roty 12. roty a zatímního velitele III. praporu. byl rovněž průběžně povyšován až do hodnosti kapitána ruských legií, jíž dosáhl v květnu 1919. Zúčastnil se bojů s bolševiky především při obsazení Vladivostoku. Do svobodné vlasti dorazil přes Kanadu 4. srpna 1920.

## První a druhá republika
Po návratu do Československa nastoupil k pěšímu pluku 21 v Čáslavi. V letech 1921 až 1922 absolvoval ekvitační školu pěchoty Praze a v hodnosti štábního kapitána. Dne 1. ledna 1931 byl povýšen na podplukovníka a od 15. září 1931 velel I. pěšímu praporu 32. pluku v Košicích. 1. října 1936 nastoupil jako řádný profesor taktiky pěchoty v Praze. Dnem 30. dubna 1938 byl plukovník Satorie přidělen k velitelství pražského I. sboru, kde působil až do všeobecné mobilizace na podzim 1938. Následně byl přeložen ke 47. pěšímu pluku do Mladé Boleslavi, kde působil jako zástupce velitele pluku. Po okupaci zbytku Československa působil od 9. dubna 1939 do 17. července 1939 jako velitel pluku v likvidaci.

## Protinacistický odboj
Dne 18. července 1939 byl shodou náhod osloven pro spolupráci se zahraničním odbojem spojkou gen. Sergěje Ingra, která ho vyzvala k odchodu do exilu. Spojka omylem oslovila jiného plukovníka než gen. Ingr chtěl, ale stejného jména. Plukovník Satorie výzvu uposlechl a na Těšínsku překročil hranice do Polska. Následoval přesun do Varšavy a následně do Francie. Z počátku působil v Paříži jako jako pomocník vojenského atašé a 15. září 1939 byl odeslán do čs. vojenského tábora v Agde. Již ve Francii se zúčastnil jako velitel pěšího pluku 2 bojů s Němci. Po porážce Francie byl evakuován do Británie, kde působil ve funkci velitele výcvikového střediska a to až do 28. září 1944, kdy byl odeslán k čs. vojenské jednotce do SSSR. 12. ledna 1945 byl ustanoven velitelem 1. čs. samostatné brigády v SSSR. S brigádou se účastnil bojů na Slovensku a 15. března 1945 byl povýšen na brigádního generála. Na návrh košické vlády byl v dubnu ustanoven zástupcem velitele 1. čs. armádního sboru v SSSR s nímž v květnu 1945 došel až do Prahy.

## Poválečná kariéra
Od května 1945 do března 1946 byl velitelem IV. sboru v Táboře, kde se dočkal 1. srpna 1945 povýšení na divizního generála. 15. března 1946 byl ustanoven velitelem táborské 2. vojenské oblasti, kde působil až do konce roku 1948. 1. ledna 1949 se stal přednostou Vojenské kanceláře prezidenta republiky Klementa Gottwalda. 1. října 1949 dosáhl nejvyšší vojenské hodnosti armádního generála. Do výslužby byl přeložen 1. října 1952. Na penzi žil zpočátku v Habrech později v Čáslavi. Od ledna 1958 mu byl vyplácen osobní důchod. Velmi rád se zúčastňoval vzpomínkových setkání a besed s mládeží, rovněž byl osobním přítelem generála a prezidenta republiky Ludvíka Svobody.

## Vyznamenání
- Československý válečný kříž 1914–1918
- Československá revoluční medaile
- Československá medaile Vítězství
- Řád sv. Stanislava, III. třída s meči a mašlí, (Carské Rusko)
- Československý vojenský řád Bílého lva „Za vítězství“, hvězda I. stupně
- Řád Slovenského národního povstání, I. třída
- Československá medaile Za chrabrost před nepřítelem
- Československý válečný kříž 1939
- Československá vojenská medaile za zásluhy, I. stupeň
- Pamětní medaile československé armády v zahraničí, se štítky Francie, Velká Británie a SSSR
- Řád britského impéria, (Velká Británie)
- Hvězda 1939–1945, (Velká Británie)
- Řád za vynikající službu, (Velká Británie)
- Medaile Za obranu, (Velká Británie)
- Válečný kříž 1939–1940, (Francie)
- Medaile za vítězství nad Německem ve Velké vlastenecké válce 1941–1945, (SSSR)
- Medaile Za osvobození Prahy, (SSSR)
- Řád znovuzrozeného Polska, IV. třídy – důstojník, (Polsko)
- Řád 25. února, 1949
- Řád republiky, 1955
- Řád rudé hvězdy
- Řád rudé zástavy
- Řád Klementa Gottwalda – za budování socialistické vlasti